# Петковица
Петковица је насеље у Србији у општини Шабац у Мачванском округу. Према попису из 2022. било је 668 становника.

## Галерија
- Споменик у центру села
- Дом културе
- Споменик у центру села
- Зграда школе

У селу се налази истоимени манастир.

## Демографија
У насељу Петковица живи 774 пунолетна становника, а просечна старост становништва износи 41,3 година (38,4 код мушкараца и 44,4 код жена). У насељу има 321 домаћинство, а просечан број чланова по домаћинству је 2,99.
Ово насеље је великим делом насељено Србима (према попису из 2002. године).
|  |

| Демографија | Демографија | Демографија |
| Година      | Становника  | Становника  |
| ----------- | ----------- | ----------- |
| 1948.       | 1.403       |             |
| 1953.       | 1.456       |             |
| 1961.       | 1.479       |             |
| 1971.       | 1.366       |             |
| 1981.       | 1.227       |             |
| 1991.       | 1.161       | 1.068       |
| 2002.       | 967         | 1.138       |

| Етнички састав према попису из 2002.‍ | Етнички састав према попису из 2002.‍ | Етнички састав према попису из 2002.‍ | Етнички састав према попису из 2002.‍ | Етнички састав према попису из 2002.‍ |
| ------------------------------------ | ------------------------------------ | ------------------------------------ | ------------------------------------ | ------------------------------------ |
|                                      |                                      |                                      |                                      |                                      |
| Срби                                 | Срби                                 |                                      | 959                                  | 99,17%                               |
| Немци                                | Немци                                |                                      | 1                                    | 0,10%                                |
| Муслимани                            | Муслимани                            |                                      | 1                                    | 0,10%                                |
| Мађари                               | Мађари                               |                                      | 1                                    | 0,10%                                |
| непознато                            | непознато                            |                                      | 5                                    | 0,51%                                |

| Година пописа     | 1948. | 1953. | 1961. | 1971. | 1981. | 1991. | 2002. |
| ----------------- | ----- | ----- | ----- | ----- | ----- | ----- | ----- |
| Број домаћинстава | 280   | 307   | 334   | 344   | 349   | 350   | 321   |

| Број чланова      | 1  | 2  | 3  | 4  | 5  | 6  | 7  | 8 | 9 | 10 и више | Просек |
| ----------------- | -- | -- | -- | -- | -- | -- | -- | - | - | --------- | ------ |
| Број домаћинстава | 87 | 72 | 44 | 47 | 42 | 14 | 11 | 1 | 1 | 2         | 2,99   |

| Пол    | Укупно | Неожењен/Неудата | Ожењен/Удата | Удовац/Удовица | Разведен/Разведена | Непознато |
| ------ | ------ | ---------------- | ------------ | -------------- | ------------------ | --------- |
| Мушки  | 410    | 152              | 223          | 22             | 11                 | 2         |
| Женски | 403    | 63               | 226          | 101            | 11                 | 2         |
| УКУПНО | 813    | 215              | 449          | 123            | 22                 | 4         |

| Пол    | Укупно                    | Пољопривреда, лов и шумарство | Рибарство                            | Вађење руде и камена | Прерађивачка индустрија       |
| ------ | ------------------------- | ----------------------------- | ------------------------------------ | -------------------- | ----------------------------- |
| Мушки  | 325                       | 288                           | 0                                    | 0                    | 6                             |
| Женски | 261                       | 243                           | 0                                    | 0                    | 0                             |
| УКУПНО | 586                       | 531                           | 0                                    | 0                    | 6                             |
| Пол    | Производња и снабдевање   | Грађевинарство                | Трговина                             | Хотели и ресторани   | Саобраћај, складиштење и везе |
| Мушки  | 0                         | 14                            | 8                                    | 0                    | 5                             |
| Женски | 0                         | 0                             | 8                                    | 0                    | 1                             |
| УКУПНО | 0                         | 14                            | 16                                   | 0                    | 6                             |
| Пол    | Финансијско посредовање   | Некретнине                    | Државна управа и одбрана             | Образовање           | Здравствени и социјални рад   |
| Мушки  | 0                         | 0                             | 3                                    | 0                    | 0                             |
| Женски | 0                         | 0                             | 0                                    | 3                    | 3                             |
| УКУПНО | 0                         | 0                             | 3                                    | 3                    | 3                             |
| Пол    | Остале услужне активности | Приватна домаћинства          | Екстериторијалне организације и тела | Непознато            | Непознато                     |
| Мушки  | 0                         | 0                             | 0                                    | 1                    | 1                             |
| Женски | 0                         | 0                             | 0                                    | 3                    | 3                             |
| УКУПНО | 0                         | 0                             | 0                                    | 4                    | 4                             |